# 林通安
林 通安（はやし みちやす）
- 戦国時代の武将。尾張の織田氏（織田弾正忠家）家臣。八郎左衛門。
- 戦国時代の武将。美濃の豪族。妙向尼（森可成正妻）の父で森長可、森成利（蘭丸）の外祖父。新右衛門。

## 林通安 (八郎左衛門)
林 通安（はやし みちやす、? - 天文22年（1553年））は戦国時代の武将。通称は八郎左衛門。（諱とされる「通安」は子の秀貞が通勝と誤り伝えられてきた影響が見られ、疑わしい。）
父は林通村（佐渡守）。林氏は伊予河野氏・美濃稲葉氏の一族と伝わり、通村の代に林姓を名乗った。
子に林秀貞（林通勝、佐渡守）、林通具（美作守）など。
尾張守護代織田氏の一族、織田弾正忠家の織田信定・信秀に仕えた。『言継卿記』の天文年間の記録によれば、言継が尾張を訪れた時期に、通安（八郎左衛門）の代理として秀貞（新五郎）が出席していたとある。大永年間に『妙興寺文書』に登場する林勝次（九郎）や、天文年間中期に『浅井文書』に登場する、林勝隆（九郎）との関係は不明。

## 林通安 (新右衛門)
林 通安（はやし みちやす）は戦国時代の武将。通称は新右衛門。法名は常照。
妻は森氏の娘であったとされ、娘のえい（後の妙向尼）は森可成に嫁ぎ、長可・森成利（蘭丸）らの母となった。
斎藤氏に仕えていたが、のちに婿の可成を頼り、その家臣となった。子に林為忠（長兵衛）がいる。